# Aloe maculata

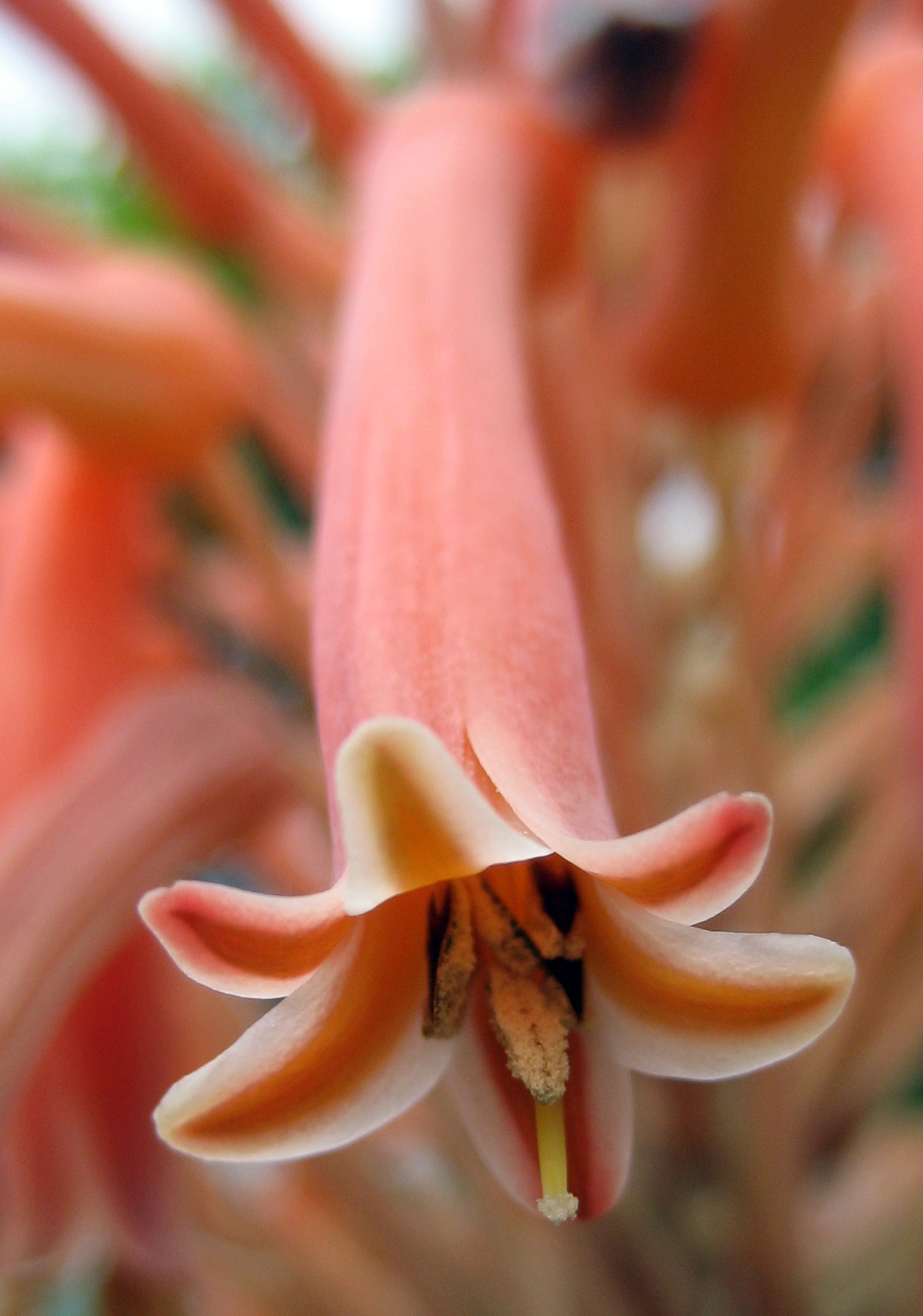
Einzelblüte

Aloe maculata ist eine Pflanzenart der Gattung der Aloen in der Unterfamilie der Affodillgewächse (Asphodeloideae). Das Artepitheton maculata stammt aus dem Lateinischen und bedeutet ‚gefleckt‘.

## Beschreibung

### Vegetative Merkmale
Aloe maculata wächst stammlos oder kurz stammbildend, ist einzeln oder sprosst und bildet dann dichte Gruppen. Die Stämme sind bis zu 50 Zentimeter lang. Die zwölf bis 20 lanzettlichen Laubblätter bilden dichte Rosetten. Die grüne Blattspreite ist 25 bis 30 Zentimeter lang und 8 bis 12 Zentimeter breit. Auf der Blattoberfläche sind zahlreiche längliche, trübweiße Flecken vorhanden. Die linierte Unterseite weist in der Regel keine Flecken auf. Die braunen, stechenden Zähne am Blattrand sind 3 bis 5 Millimeter lang und stehen etwa 10 Millimeter voneinander entfernt.

### Blütenstände und Blüten
Der Blütenstand besteht aus drei bis sieben Zweigen und erreicht eine Länge von 40 bis 100 Zentimeter. Die dichten, kopfig-ebensträußigen, gelegentlich konischen oder rundgipfeligen Trauben sind 10 bis 12 Zentimeter lang und 12 bis 16 Zentimeter (selten ab 8 Zentimeter) breit. Die deltoid spitz zulaufenden Brakteen sind etwa ein Drittel bis halb so lang wie die Blütenstiele. Die in der Regel lachsrosafarbenen bis orangefarbenen, gelegentlich gelben oder roten Blüten stehen an 35 bis 45 Millimeter (selten ab 25 Millimeter) langen Blütenstielen. Sie sind 35 bis 45 Millimeter lang und an ihrer Basis gestutzt. Auf Höhe des Fruchtknotens weisen die Blüten einen Durchmesser von 10 Millimeter auf. Darüber sind sie abrupt auf 6 Millimeter verengt und schließlich zur Mündung erweitert. Ihre Perigonblätter sind auf einer Länge von 10 bis 15 Millimetern nicht miteinander verwachsen. Die Staubblätter und der Griffel ragen kaum aus der Blüte heraus.

### Genetik
Die Chromosomenzahl beträgt {\displaystyle 2n=14}.

## Systematik und Verbreitung
Aloe maculata ist in Lesotho, den südafrikanischen Provinzen Ostkap, Freistaat, KwaZulu-Natal, Mpumalanga und Westkap sowie in Eswatini auf Grasland an Felsigen Hängen in Höhen von bis zu 1830 Metern  verbreitet.
Die Erstbeschreibung durch Carlo Allioni wurde 1773 veröffentlicht.
Folgende Taxa wurden als Synonym in die Art einbezogen: Aloe saponaria var. saponaria, Aloe perfoliata var. θ L. (1753), Aloe perfoliata var. λ L. (1753), Aloe disticha Mill. (1768, nom. illeg. ICBN-Artikel 53.1), Aloe maculosa Lam. (1783), Aloe maculata Medik. (1786, nom. illeg. ICBN-Artikel 53.1), Aloe perfoliata var. saponaria Aiton (1789), Aloe saponaria (Aiton) Haw. (1804), Aloe umbellata DC. (1802), Aloe saponaria var. latifolia Haw. (1804), Aloe latifolia (Haw.) Haw.(1812), Aloe leptophylla N.E.Br. ex Baker (1881), Aloe leptophylla var. brachyphylla Baker (1896) und Aloe leptophylla var. stenophylla Baker (1896).
Es werden folgende Unterarten unterscheiden:
- Aloe maculata subsp. maculata
- Aloe maculata subsp. ficksburgensis (Reynolds) Gideon F.Sm. & Figueiredo[3]

## Nachweise